# Lusadzor
Lusadzor – wieś w Armenii, w prowincji Tawusz. W 2011 roku liczyła 671 mieszkańców.